# 歌謡最前線 (日本テレビ)
『歌謡最前線』（かようさいぜんせん）は、1982年4月3日から1983年3月26日まで日本テレビで放送されていた音楽番組である。正式名称は「シュガー・泰葉の歌謡最前線」（シュガーやすはの - ）。放送時間は毎週土曜 17:15 - 17:30 （日本標準時）。

## 概要
基本的には、Sugarと泰葉が各地のプレイスポットなどへ赴いての体験レポートと、2曲程度のミュージック・ビデオをオンエアーしていた。
音楽番組でありながら、ステレオ放送ではなく二重音声放送を行っていた。ミュージック・ビデオをオンエアーしている最中には、主音声ではミュージック・ビデオの音声を、副音声ではSugarと泰葉のガールズトークをオンエアーしていた。ガールズトークはたいていは映像とかけ離れた内容だったが、あまりかけ離れると注意されるそうで、彼女たちは画面に注意を払いながらトークをしていた。体験レポートなどその他の部分については、主音声と副音声は同一内容であった。
| 日本テレビ 土曜17:15枠                          | 日本テレビ 土曜17:15枠                                      | 日本テレビ 土曜17:15枠                                       |
| 前番組                                          | 番組名                                                      | 次番組                                                       |
| ----------------------------------------------- | ----------------------------------------------------------- | ------------------------------------------------------------ |
| 楽しい世界の旅 （1979年4月7日 - 1982年3月20日） | シュガー・泰葉の歌謡最前線 （1982年4月3日 - 1983年3月26日） | おとこの台所 （1983年4月2日 - 1983年9月24日） ※17:10 - 17:30 |